# Teatro de La Abadía
La Abadía es un centro de estudios y creación escénica de Madrid, España, en la línea de los teatros de arte europeos, con un equipo estable, dirigido por Juan Mayorga. Aúna la investigación y el entrenamiento permanentes con la creación de espectáculos. La actividad públicamente más visible del Teatro de La Abadía es la de producir montajes y acoger los trabajos de compañías afines. Talleres y encuentros con importantes maestros de la interpretación rodean esta actividad.
La expresividad corporal, la extremada precisión verbal y el deseo de relacionarse con lo que sucede en la sociedad a través de la poesía de la escena marcan el sello de esta casa, que lleva por consigna “El placer inteligente”.
El Teatro de La Abadía es fruto de una iniciativa compartida por el gobierno de la Comunidad Autónoma de Madrid y José Luis Gómez, director de escena y actor de muchas tablas. Se inauguró el 14 de febrero de 1995 con el estreno de Retablo de la avaricia, la lujuria y la muerte de Ramón María del Valle-Inclán.

## Sede
Situado en Chamberí, uno de los barrios más típicos de Madrid, concretamente en la calle de Fernández de los Ríos n.º 42, ocupa la antigua capilla del internado femenino "Sagrada Familia" del Consejo Superior de Protección de Menores (hasta 1984) y posteriormente de la Comunidad de Madrid, construida en 1944 según los planos originales del arquitecto José María de la Vega Samper. Posee una planta de peculiar configuración, con dos naves convergentes e independientes. En su día, servían para separar los niños de las niñas. Además de este espacio, el Teatro de La Abadía cuenta con el antiguo salón de actos anejo, que constituye una segunda sala polivalente, para exhibición y ensayos, y alberga los despachos de dirección y gestión.
Tras una cuidada reforma, proyectada y dirigida por Juan Ramón Espiga, del estudio Espiga Moneo Ayala Arquitectos, estos dos espacios han sido bautizados con los nombres de Sala Juan de la Cruz –por el poeta visionario– y Sala José Luis Alonso –en homenaje al importante director de escena español–. Poseen un aforo aproximado de 309 y 195 localidades respectivamente.

## Trayectoria
Desde aquel primer estreno en 1995, se han presentado en el Teatro de La Abadía cerca de 30 espectáculos de producción propia. Se alternan autores contemporáneos con clásicos: Berkoff, Brecht, Cervantes, Goethe, Ionesco, Jarry, García Lorca, los Hermanos Presnyakov, Eric-Emmanuel Schmitt, Shakespeare, Valle-Inclán, Kushner, Pinter, junto a dramaturgos españoles vivos como Antonio Álamo, Fermín Cabal, Ernesto Caballero, Agustín García Calvo, Isabel Carmona, Josep Maria Miró y Juan Mayorga. En algunas ocasiones, se han realizado dramaturgias sobre textos no teatrales, como el político y escritor Manuel Azaña y los poetas Luis Cernuda y Garcilaso de la Vega.
Muchas de estas puestas en escena corrían a cargo del mismo José Luis Gómez, otras por directores vinculados a La Abadía como Carlos Aladro, Ernesto Caballero, Joaquín Hinojosa y Rosario Ruiz Rodgers, o directores invitados, entre los que se puede destacar a figuras como Georges Lavaudant, Luis Miguel Cintra, Hansgünther Heyme, Àlex Rigola o Andrés Lima.
La mayoría de estas producciones han hecho gira en el ámbito nacional e internacional, de manera que el Teatro de La Abadía se ha convertido en un centro de referencia cultural de Madrid y de las redes de exhibición españolas y europeas.
La Abadía siempre ha aspirado a ser un teatro expresamente europeo, trayendo a maestros y directores invitados, y colaborando todos los años con el Festival de Otoño. Además de las personas ya mencionadas, se podría destacar a las siguientes figuras y compañías que han pasado por el teatro: Peter Brook, Berliner Ensemble, Calixto Bieito, Dario Fo, Dan Jemmett, Oskaras Korsunovas, Jacques Lecoq, Josef Nadj, Odin Teatret, Lluís Pasqual, Schaubühne am Lehninerplatz, Hanna Schygulla, Théâtre des Bouffes du Nord, Théâtre Vidy-Lausanne...

## Gestión
La fórmula de gestión es una fundación cultural privada. Recibe financiación pública, a la que hay que sumar los ingresos propios, y la gestión está depositada en manos privadas.
En el patronato están representados los tres niveles de la administración española: la autonómica, el patrono principal, a través de la Consejería de Cultura de la Comunidad de Madrid; la administración central, a través del INAEM del Ministerio de Cultura; y la administración local representada por la Concejalía de las Artes del Ayuntamiento de Madrid.
Este modelo garantiza la independencia artística y la continuidad, imprescindibles para poder desarrollar una línea de trabajo coherente.
La Fundación Teatro de La Abadía se encarga desde el año 2005 de la programación y la gestión del Corral de Comedias de Alcalá.

## Unión de los Teatros de Europa
Desde 1998, el Teatro de La Abadía forma parte de la Unión de los Teatros de Europa (UTE), creada en 1990 por iniciativa de Giorgio Strehler. Une a 21 centros escénicos emblemáticos, como el Piccolo Teatro di Milano, el Dramaten, el Teatre Lliure, la Royal Shakespeare Company y los teatros con los que La Abadía ha realizado intercambios como el São João, el Katona y el Bulandra.
Comparten múltiples objetivos y un fin esencial: desarrollar una acción cultural común más allá de las fronteras respectivas de cada país, a través de un teatro de arte, entendido como instrumento de poesía y de fraternidad entre los pueblos.
A finales de 2008 se presentó 'Argelino, servidor de dos amos' y 'La paz perpetua' en el XVII Festival U.T.E celebrado en Rumanía.

## Premios
- Premio Nacional de Teatro del Ministerio de Cultura (1995).
- Premio de la Crítica de Madrid (1995).
- Distinción a la Excelencia Europea de la Comunidad de Madrid (2002).
- Premio del XXXVIII Festival Internacional de Teatro, Música y Danza de San Javier, en reconocimiento a la trayectoria del Teatro de La Abadía (2007).